# Zak Storm
Zak Storm (também conhecido como Zak Storm: Super Pirate) é uma série de desenho animado britânico-francesa-americana criada por Man of Action, Zagtoon e Method Animaition. É exibida pelo Canal J e pelo canal Gulli na França a partir de 2 de dezembro de 2016 (Canal J) e em meados de agosto (Gulli). No Brasil, estreou em 3 de julho de 2017 no Discovery Kids e, em Portugal, estreou em 12 de fevereiro de 2018 no SIC K. Uma segunda temporada está atualmente em desenvolvimento.

## Enredo
Zak Storm conta as aventuras de Zak Storm, um garoto aventureiro e obstinado que foi varrido para o Triângulo das Bermudas enquanto surfava. Uma vez lá dentro, Zak se junta a espada mágica Calabrass que permite que ele se transforme em um valente herói para encarar os numerosos perigos dos únicos e diversos Sete Mares do Triângulo.
O jovem Zak veleja os sete misteriosos mares com o barco Chaos; a espada Calabrass; Cece, uma marinheira de Atlanta; Crogar, um viking barra pesada; Clóvis, um fantasma preso ao navio; e o Alien Caramba, que possui uma armadura amarela.

## Personagens

### Personagens Principais
- Zak

Personagem principal da história. Vivia com seu pai, até o dia que pegou um misterioso medalhão e foi surfar com ele preso no pescoço, e enquanto estava na água foi sugado por um misterioso portal e foi parar no Triângulo das Bermudas.
- Calabrass

Espada misteriosa que contém as 7 jóias correspondentes aos 7 mares. As sete jóias são:
- Sino - Mar de gelo
- Aeria - Mar das Tempestades
- Vapir - Mar do Vento
- Dezer - Mar de Areia
- Beru - Mar de Água
- Blazz - Mar de Fogo
- Zite - Mar de Estrelas

Ao invocar um dos poderes, Zak fica com o braço esquerdo com formas ligadas ao poder e a aparência de Calabrass muda, se transformando em Machado, bastão, escudo ou ficando na forma de espada mesmo, porém com o poder.
- Cece

Primeira marinheira de Atlanta. Consegue respirar dentro da água. Tem como arma uma pistola. Conhece Zak no episódio 2.
- Clovis

Fantasma que está preso por uma corrente ao navio Chaos. Adora pregar peças nos amigos.
- Crogar

Viking bronco e punho pesado. Conheceu Zak junto com Cece no episódio 2.
- Caramba

Viajante do espaço neurótico e que possui uma armadura amarela. É medroso mais possui uma ótima habilidade em concertar coisas.
- O Chaos

Navio da tripulação. Possui turbinas e uma vela que pode virar asas e também pode voar.

### Antagonistas
- Skullivar

Vilão do Triângulo das Bermudas. Tenta de todas as formas pegar Calabrass e as 7 jóias.
- Golden Bones

Fiel escudeiro de Skullivar. Porém seus planos contra a tripulação de Zak sempre falham.

## Os Sete Mares
- Mar de Água

Mar principal da história. É nele que a história começa. Sua jóia é a Beru (jóia que era de seu pai). Quando Zak a usa, sua roupa fica azul escura e Calabrass se torna um lançador de jato de Água e Zak consegue respirar dentro da água.
- Mar de Gelo

O grande mar congelado, onde fica o ninho dos Wyvern, "A Baía dos Wyvern". Sua jóia é Sino. Quando Zak a usa, sua roupa fica azul clara e Calabrass pode se tornar uma espada ou um escudo de gelo.
- Mar das Tempestades

Aparece pela primeira vez no episódio 6. Tempestades à todo momento, raios, tornados, tudo em um lugar só. Sua jóia é Aeria. Quando Zak a usa sua roupa fica roxa e Calabrass pode se tornar um machado ou  escudo de raio.
- Mar do Vento

Aparece pela primeira vez no episódio 13. Muito parecido com o Mar das Tempestades. Também com muitas tempestades. Sua jóia é Vapir. Quando Zak a usa sua roupa fica cinza e Calabrass se torna um bastão, espada ou num escudo.
- Mar da Areia

Se existe um deserto congelado, porque não um deserto de areia? É o Saara do Triângulo das Bermudas, até possui elementos do Egito Antigo. Sua jóia é Dezer. Quando Zak a usa sua roupa fica Amarela e Calabrass pode se tornar um machado ou um escudo de pedra.
- Mar do Fogo

Ainda não apareceu na série, mas fica a dúvida. Como navegar num mar de fogo?. Sua jóia é Blazz. Quando Zak a usa sua roupa fica vermelha e Calabrass se tornar uma espada de fogo.
- Mar das Estrelas

Aparece pela primeira vez no episódio 12. É dominado por estrelas do mar, aparentemente, e os "ziteanos" podem possuir pessoas, pelo menos alguns deles. Sua jóia é Zite. Quando Zak a usa sua roupa fica verde e não tem informações sobre a forma de Calabrass.

## Temporada
| Temporada | Temporada | Episódios | Exibição original     | Exibição original     | Exibição no Brasil   | Exibição no Brasil | Exibição em Portugal    | Exibição em Portugal |
| Temporada | Temporada | Episódios | Estreia de temporada  | Final de temporada    | Estreia de temporada | Final de temporada | Estreia de temporada    | Final de temporada   |
| --------- | --------- | --------- | --------------------- | --------------------- | -------------------- | ------------------ | ----------------------- | -------------------- |
|           | 1         | 15        | 2 de dezembro de 2016 | 17 de outubro de 2017 | 3 de julho de 2017   | —                  | 12 de fevereiro de 2018 | —                    |

## Episódios
| #  | Título                                                        | Estreia original       | Estreia Brasil     | Estreia Portugal        |
| -- | ------------------------------------------------------------- | ---------------------- | ------------------ | ----------------------- |
| 1  | "Origens - Parte 1 (BR)" "Origines"                           | 2 de dezembro de 2016  | 3 de julho de 2017 | 12 de fevereiro de 2018 |
| 2  | "Origens - Parte 2 (BR)" "Origines"                           | 3 de dezembro de 2016  | 4 de julho de 2017 | 12 de fevereiro de 2018 |
| 3  | "Morlock o Imparável (BR)" "L'invincible Morlock"             | 4 de dezembro de 2016  | 5 de julho de 2017 | 13 de fevereiro de 2018 |
| 4  | "Bruxa Pela Borda Fora (BR)" "Une sorcière à la mer"          | 5 de dezembro de 2016  | 6 de julho de 2017 | 13 de fevereiro de 2018 |
| 5  | "Ponto de Congelamento (BR)" "Nounou Viking"                  | 6 de dezembro de 2016  | Outubro de 2017    | 14 de fevereiro de 2018 |
| 6  | "Chaos (BR)" "La voix du Chaos"                               | 7 de dezembro de 2016  | Agosto de 2017     | 14 de fevereiro de 2018 |
| 7  | "Mergulhando entre os Trolls (BR)" "Descente chez les Trolls" | 8 de dezembro de 2016  | Outubro de 2017    | 15 de fevereiro de 2018 |
| 8  | "A Forja Eterna (BR)" "La forge éternelle"                    | 9 de dezembro de 2016  | —                  | 15 de fevereiro de 2018 |
| 9  | "Infiltração (BR)" "Infiltration"                             | 10 de dezembro de 2016 | —                  | 16 de fevereiro de 2018 |
| 10 | "Luz da Alma (BR)" "Lumière de l'âme"                         | 11 de dezembro de 2016 | —                  | 16 de fevereiro de 2018 |
| 11 | "Areias de Naufrágio (BR)" "Les naufragés du sable"           | 12 de dezembro de 2016 | —                  | 19 de fevereiro de 2018 |
| 12 | "Deixar um dia (BR)" "Partir un jour"                         | 19 de dezembro de 2016 | —                  | 19 de fevereiro de 2018 |
| 13 | "Em águas turbulentas (BR)" "En eaux troubles"                | 14 de dezembro de 2016 | —                  | 20 de fevereiro de 2018 |
| 14 | "A Troca (BR)" "A Jellyfish of Legend"                        | 10 de outubro de 2017  | Outubro de 2017    | 20 de fevereiro de 2018 |
| 15 | "A Medusa da Lenda (BR)" "Lemuria Attacks"                    | 17 de outubro de 2017  | Outubro de 2017    | 21 de fevereiro de 2018 |